# Флаг Кантемировки
Флаг муниципального образования Кантеми́ровское городское поселение Кантемировского муниципального района Воронежской области Российской Федерации — опознавательно-правовой знак, служащий официальным символом муниципального образования.
Флаг утверждён 12 марта 2010 года и внесён в Государственный геральдический регистр Российской Федерации с присвоением регистрационного номера 6038.
Флаг Кантемировского городского поселения отражает исторические, культурные, социально-экономические, национальные и иные местные традиции.

## Описание
«Прямоугольное пурпурное полотнище с отношением ширины к длине 2:3, несущее в середине изображения фигур из герба поселения, выполненных голубыми, красными, жёлтыми и оранжевыми цветами».
Геральдическое описание герба гласит: «В пурпурном поле два знамени накрест: первое несёт в лазоревом поле выходящие из серебряных облаков руки в серебряных рукавах, соединённые в рукопожатии в левую перевязь, а второе — в червлёном поле два золотых пушечных ствола накрест, сопровождаемых вверху таковой же пятилучевой звездой; оба знамени — с золотой бахромой и на золотых древках, завершённых безантами с копьевидным наконечником; и поверх всего — золотая фигура, образованная вверху — церковной главкой под малым крестом, утверждённым на шаре, посередине — большим бруском, а внизу — бастионом, заполненным тем же металлом».

## Обоснование символики
Кантемировское городское поселение расположено на юге Воронежской области.
Центром городского поселения (как и одноимённого района) является посёлок Кантемировка. История возникновения Кантемировки связана с именем Дмитрия Кантемира — одного из сподвижников Петра I. Дмитрий Кантемир обладал обширными землями, владельцем которых после его смерти стал старший брат Константин Кантемир, представитель знатного молдавского рода, перешедшего на службу России. Именно он основал в 1742 году на воронежских землях хутор, который после постройки деревянной Дмитриевской церкви в 1750 году, стал слободой Константиновка (Кантемировка).
Флаг Кантемировского городского поселения тематически совпадает (своей центральной фигурой) с флагом Кантемировского района, что символизирует единство района со своим административным центром.
Символика главной фигуры флага, в виде раскрытой книги, завершённой вверху церковной главкой, а внизу крепостным бастионом, многозначна.
Церковная главка говорит о том, что в конце XVIII века в Константиновке-Кантемировке была построена каменная церковь. Главка также символизирует нравственное очищение, духовное возрождение.
Стилизованная раскрытая книга символизирует просвещение, науку, прогресс и характеризует район как развивающийся.
Крепостной бастион символизирует героические усилия русских людей в обороне рубежей нашего государства от степняков-кочевников в XIV—XVI веках.
Символика перекрещённых знамён многозначна.
На одном знамени — две выходящие из облаков руки, совершающих рукопожатие, взяты из родового герба Кантемиров и напоминают нам об основателях слободы. Рукопожатие в гербе Кантемиров символизирует верность, тогда как облака указывают на возвышенную, небесную поддержку и благословение этой верности. Оно также символизирует дружбу и многонациональность населения города.
Другое знамя с перекрещёнными пушками и пятиконечной звездой — символ ожесточённых боёв по освобождению Кантемировки в годы Великой Отечественной войны. Приказом Верховного Главнокомандующего за храбрость, мужество и отвагу, проявленную в боях за Кантемировку, 17-й танковый корпус был преобразован в 4-й гвардейский и получил почётное наименование Кантемировский. Это почётное имя гвардейцы-кантемировцы гордо пронесли на своей броне от берегов Дона до Праги. В наше время для молодых жителей Кантемировки попасть служить в 4-ю Гвардейскую Кантемировскую ордена Ленина Краснознамённую танковую дивизию, преемницу 4 гвардейского танкового корпуса — большая честь.
Малиновый цвет (пурпур) — символизирует власть, славу, почёт, величие, благородство происхождения, указывает на древность молдавского рода Кантемиров.
Белый цвет (серебро) — символ благородства, чистоты, справедливости, великодушия, мира.
Жёлтый цвет (золото) — символ урожая, изобилия и плодородия, величия, уважения.
Красный цвет в геральдике символизирует мужество, жизнеутверждающую силу, праздник, труд и красоту.
Голубой цвет (лазурь) — символ возвышенных устремлений, мышления, искренности и добродетели.